# روبرت هارولد نيمو
روبرت هارولد نيمو (بالإنجليزية: Robert Nimmo)‏ (و. 1893 – 1966 م) هو عسكري أسترالي، ولد في Einasleigh, Queensland ‏، ويحمل رتبة عسكرية Lieutenant general (Australia) ‏، توفي في راولبندي، عن عمر يناهز 73 عاماً، بسبب نوبة قلبية.

## التعليم
تعلم في الكلية العسكرية الملكية ‏
.

## الخدمة العسكرية
خدم في جيش أستراليا.

## جوائز
حصل على جوائز منها:
نيشان الامبراطورية البريطانية من رتبة قائد